# Введенский сельский округ (Одинцовский район)
Введенский сельский округ — упразднённая административно-территориальная единица, существовавшая на территории Одинцовского района Московской области в 1994—2006 годах.
Введенский сельсовет был образован в первые годы советской власти. По данным 1919 года он входил в состав Аксиньинской волости Звенигородского уезда Московской губернии.
15 апреля 1921 года Введенский с/с был передан в новую Ивано-Шныревскую волость.
В 1922 году из Введенского с/с был выделен Скортовский с/с.
В 1923 году к Введенскому с/с были присоединены Марьинский и Скортовский с/с.
В 1924 году к Введенскому с/с был присоединён Кобяковский с/с.
13 октября 1925 года из Введенского с/с были выделены Кобяковский и Марьинский с/с.
В 1927 году из Введенского с/с был выделен Сальковский с/с.
В 1926 году Введенский с/с включал сёла Введенское и Сальково, деревни Марьино и Скоротово, а также детский дом им. К. Либкнехта, станцию Звенигород, совхоз «Поречье» и кустарную школу.
В 1929 году Введенский сельсовет вошёл в состав Звенигородского района Московского округа Московской области. При этом к нему был присоединён Сальковский с/с.
17 июля 1939 года к Введенскому с/с был присоединён Кобяковский с/с (селения Алыцково, Клопово, Кобяково и Тимохово).
7 декабря 1957 года Звенигородский район был упразднён и Введенский с/с был передан в Кунцевский район.
28 июля 1960 года в связи с упразднением Кунцевского района Введенский с/с был передан в восстановленный Звенигородский район.
1 февраля 1963 года Звенигородский район был упразднён и Введенский с/с вошёл в Звенигородский сельский район. 11 января 1965 года Введенский с/с был передан в новый Одинцовский район.
27 декабря 1968 года из Ершовского с/с во Введенский было передано селение Игнатьево.
27 ноября 1986 года селение Игнатьево было передано из Введенского с/с в черту города Звенигорода. Кроме того в административное подчинение Звенигороду были переданы селения Благодать и Луцино, посёлок санатория «Звенигород», посёлок подсобного хозяйства санатория «Поречье» и часть села Введенское.
23 июня 1988 года во Введенском с/с был упразднён посёлок станции Звенигород.
3 февраля 1994 года Введенский с/с был преобразован во Введенский сельский округ.
В ходе муниципальной реформы 2004—2005 годов Введенский сельский округ прекратил своё существование как муниципальная единица. При этом все его населённые пункты были переданы в сельское поселение Захаровское.
29 ноября 2006 года Введенский сельский округ исключён из учётных данных административно-территориальных и территориальных единиц Московской области.